# Botrychium jenmanii
Botrychium jenmanii är en låsbräkenväxtart som beskrevs av Underw. Botrychium jenmanii ingår i släktet låsbräknar, och familjen låsbräkenväxter. Inga underarter finns listade i Catalogue of Life.